# دارسي أندرسون
دارسي أندرسون هو لاعب هوكي الجليد كندي، ولد في 23 يوليو 1974 في نورث باي في كندا.

## وصلات خارجية
- دارسي أندرسون على موقع HockeyDB.com (الإنجليزية)